# Evelyn dos Santos
Evelyn Carolina de Oliveira dos Santos (Rio de Janeiro, 11 de abril de 1985) é uma velocista brasileira.
É filha do velocista Nelsinho dos Santos, finalista no revezamento 4x100 metros rasos masculino em Moscou e revezamento 4x100 metros rasos masculino em Los Angeles, e recordista sul-americano dos 100 metros. A mãe, Sheila de Oliveira, ganhou bronze no 4x100 metros nos Jogos Pan-Americanos de 1987 em Indianápolis.
O primeiro contato de Evelyn com o esporte foi através da patinação. Aos 10 anos, a menina pediu à mãe para praticar atletismo. Apesar de uma primeira reação materna não ter sido muito favorável, a menina argumentou que a mãe havia conhecido o mundo com o esporte, convencendo Sheila a consentir quanto à iniciação da filha nas pistas. Além do trabalho como atleta, Evelyn cursou jornalismo na Universidade Castelo Branco.
Nos Jogos Olímpicos de Verão de 2012 em Londres competiu nos 200 metros rasos. Ela tem um recorde pessoal de 11s36 nos 100 metros, e um recorde pessoal de 22s76 nos 200 metros.
Ainda em Londres, no revezamento 4x100 metros rasos feminino, a equipe composta por Ana Cláudia Lemos, Franciela Krasucki, Evelyn dos Santos e Rosângela Santos quebrou o recorde sul-americano na qualificação da corrida, com um tempo de 42s55, e foi para a final na sexta colocação. No final, o revezamento brasileiro fez 42s91 e terminou em 7º lugar.
No Campeonato Mundial de Atletismo de 2013, em Moscou, a equipe composta por Ana Cláudia Lemos, Evelyn dos Santos, Franciela Krasucki e Rosângela Santos quebrou o recorde sul-americano nas semifinais do revezamento 4x100m metros rasos feminino com um tempo de 42s29.